# 中尾知代
中尾 知代（なかお ともよ、1960年 - ）は、日本の比較文化学者、岡山大学大学院社会文化科学研究科准教授。専門は英文学、メディア表象論、社会文化学、オーラル・ヒストリー、ポストコロニアル理論。

## 来歴
大阪府出身。幼少期は千葉に居住していた。大阪府立茨木高等学校を経て、1983年から1984年まで英国ウォリック大学に留学。1985年、奈良女子大学英文科卒業、1988年、東京大学大学院人文科学研究科英文学専攻修士課程修了。1996年、ブリティッシュ・カウンシル奨学生として英国エセックス大学比較文化博士課程入学。
1987年、岡山大学教養部助手、1989年、同専任講師、1995年、同大学文学部専任講師、1997年、岡山大学文学部助教授、2005年、オックスフォード大学客員研究員を経て、2007年、岡山大学大学院社会文化科学研究科准教授。
国際オーラルヒストリー学会元評議員。フルブライト日米教育委員会リサーチフェロー（2015年- 2016年）、コーネル大学客員研究員、ビルマ戦線協会（ＢＣＳ）理事、米国捕虜記念の会（ＡＤＢＣ―ＭＳ）会員。

## 論争
英国滞在中から、第二次世界大戦期の日本軍による英国人捕虜の虐待問題に取り組み、論文や、著書において、日中関係と比較して日英を「成功例」と論じた小菅信子を批判した。
この小菅信子批判をめぐっては、掲載誌『季刊戦争責任研究』編集長である吉田裕が、同論文に対して、「何人かの方々」から「個人攻撃に当たる可能性があるのではないかとの指摘」があったとし、後日、以下のように「編集後記」に記している。「改めて編集作業の過程を振り返って見ますと、編集部の側の対応に慎重な配慮や熟慮に欠けるところがあったのは事実だと思います。時間的制約の問題があったとはいえ、編集長として、この点を深く反省しお詫びいたします。なお、論争的性格の強い論文の取り扱いに関しては、従来、編集部としての方針が必ずしも明確ではありませんでした。今回の事態を踏まえて、編集部内で次の方針をあらためて確認し、今後の指針といたしました。／一、タブーを設けず、自由闊達な論争の場を積極的に提供することを、今後も本誌の使命とする。／二、ただし、論争的性格の強い論文の掲載に際しては、編集部としても慎重に対応することとし、必要な配慮を怠らないようにする」。
しかし、小菅本人は、中尾論文への明確な反論をいまだ公表していない。

## 著書
- 中尾知代『日本人はなぜ謝りつづけるのか : 日英「戦後和解」の失敗に学ぶ』264号、日本放送出版協会〈生活人新書〉、2008年。ISBN 9784140882641。 NCID BA87112266。
- 『公共放送BBCの研究』（原麻里子・柴山哲也編著 ミネルヴァ書房、2011年）所収「ナショナリズムとBBC―ネーションとナレーション、対日戦争関連番組を軸にして」